# 大町駅 (佐賀県)
大町駅（おおまちえき）は、佐賀県杵島郡大町町大字福母にある、九州旅客鉄道（JR九州）佐世保線の駅である。
当駅より佐世保方面は長崎支社の管轄となる。

## 歴史
- 1919年（大正8年）12月11日：大町信号所開設[3]。
- 1922年（大正11年）4月1日：大町信号場に改称[3]。
- 1928年（昭和3年）9月1日：駅に昇格。大町駅開業[3]。
- 1973年（昭和48年）4月1日：貨物取扱廃止[3]。
- 1984年（昭和59年）2月1日：荷物扱い廃止[3]。
- 1985年（昭和60年）1月20日：一時的に無人駅となる[4]。
- 1987年（昭和62年）4月1日：国鉄分割民営化により、九州旅客鉄道（JR九州）の駅となる[3]。
- 1994年（平成6年）3月27日：駅構内に直営コンビニエンスストア生活列車が開店する[5]。
- 2008年（平成20年）：駅舎改築[2]。
- 2015年（平成27年）3月14日：再び無人化[1]。
- 2024年（令和6年）10月3日：ICカード「SUGOCA」の利用を開始[6][7]。

## 駅構造
島式ホーム1面2線を有する地上駅。駅舎とホームは跨線橋で連絡している。2008年3月に新駅舎が完成したが、元駅舎より小さいものとなった。
国鉄時代末期は一部の特急「みどり」が停車していたが、現在は普通列車のみ停車する。
西九州新幹線の開業を前に、2022年（令和4年）2月27日より佐世保線の当駅 - 高橋駅間が複線化され、当駅は単複境界となった。

### のりば
| のりば | 路線      | 方向 | 行先                 | 備考                           |
| ------ | --------- | ---- | -------------------- | ------------------------------ |
| 1      | ■佐世保線 | 下り | 早岐・佐世保方面     | 佐世保方面は原則早岐で乗り換え |
| 2      | ■佐世保線 | 上り | 江北・佐賀・鳥栖方面 |                                |

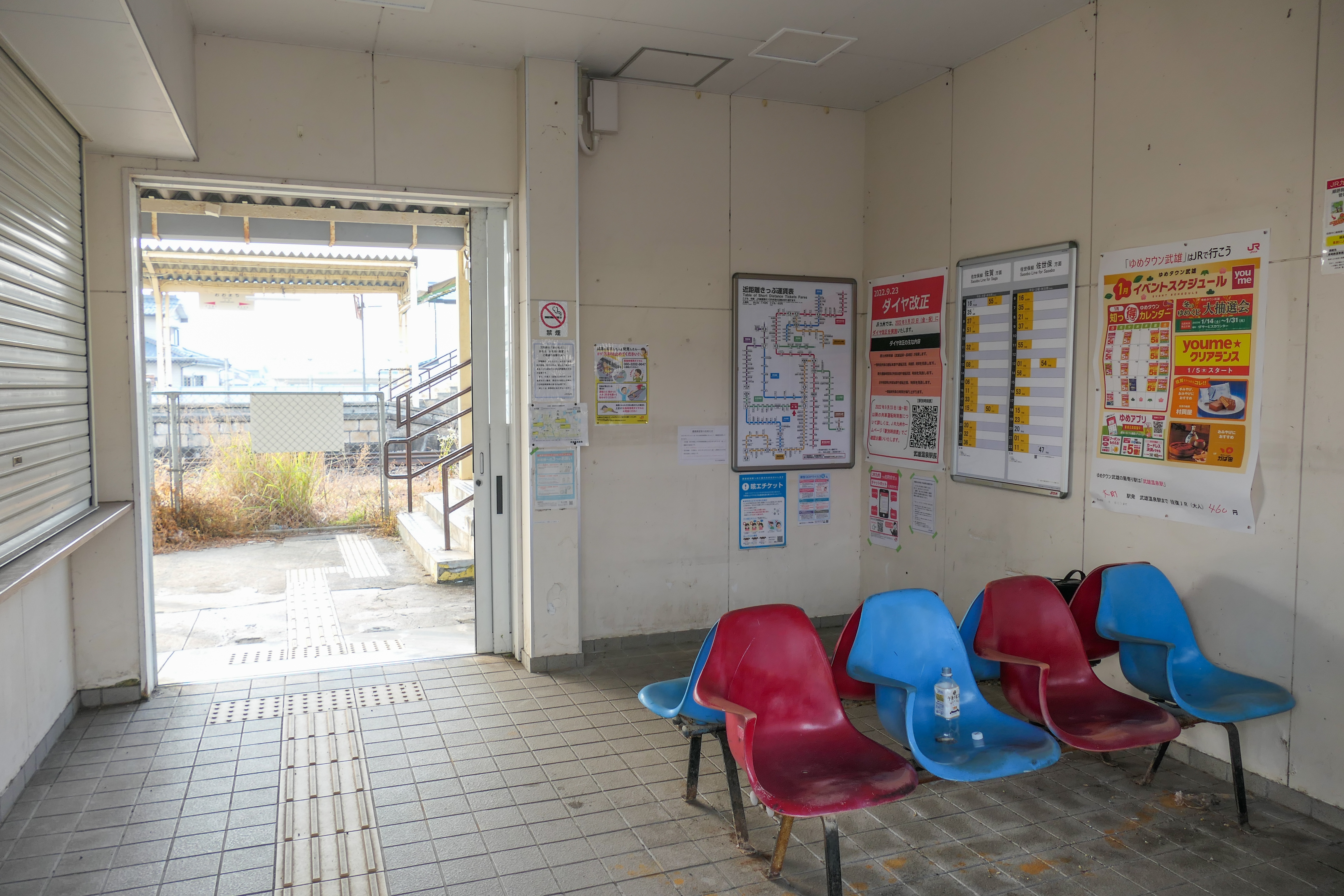
駅舎内（2023年1月）
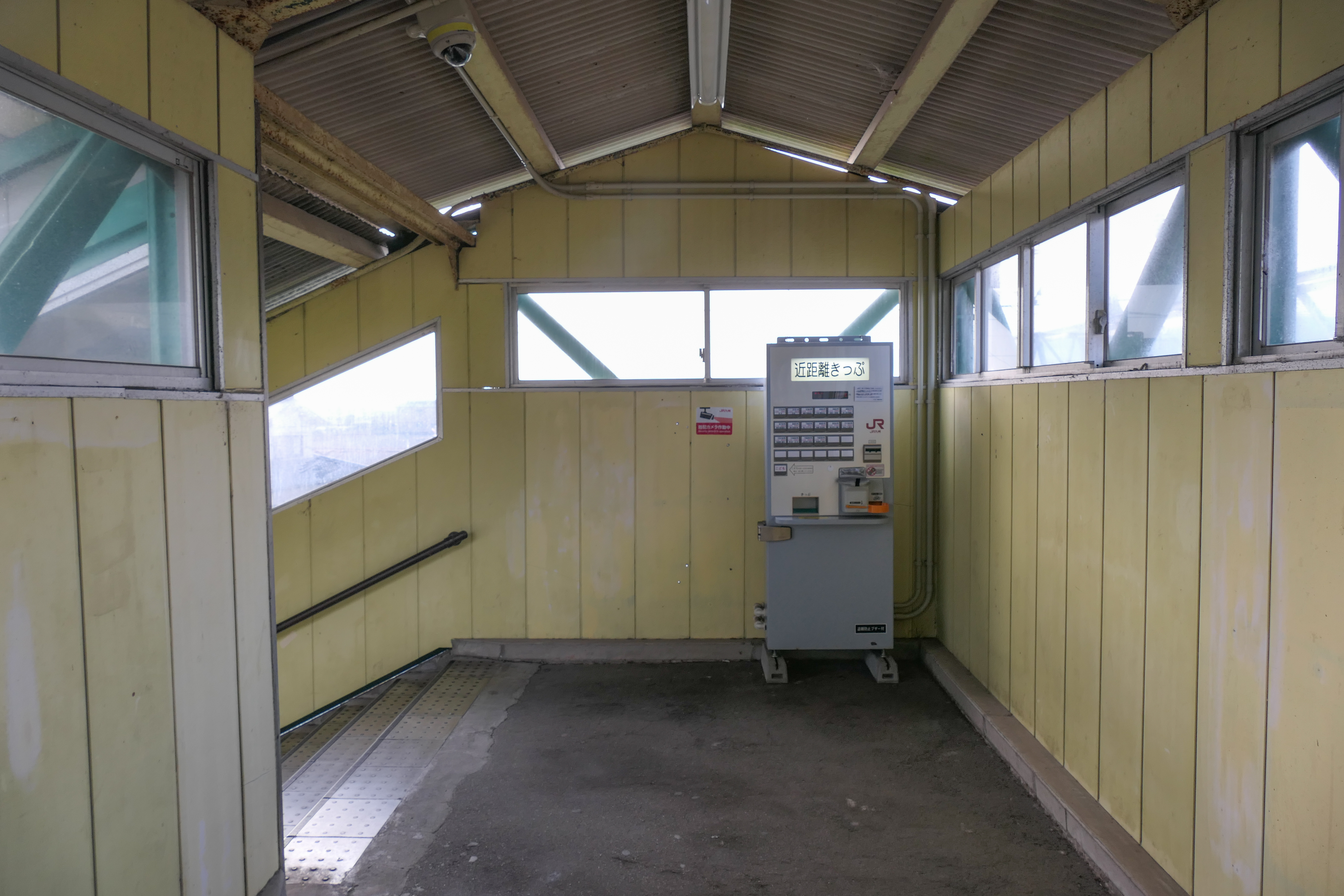
跨線橋内と切符券売機（2023年1月）
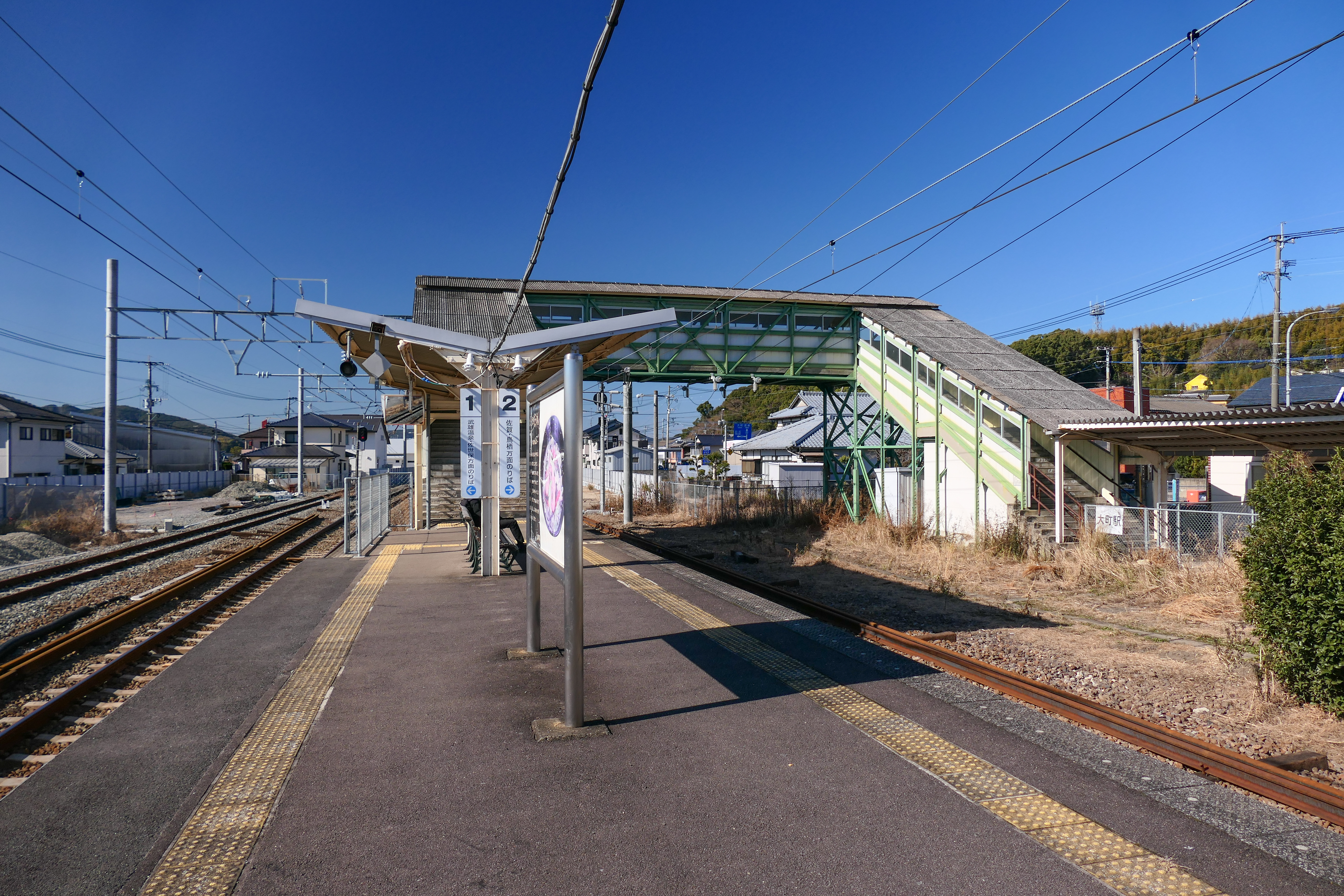
ホーム（2023年1月）
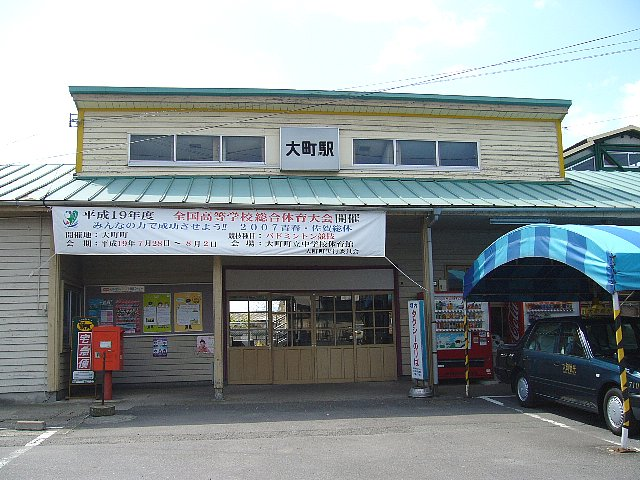
旧駅舎（2006年3月）

## 利用状況
2011年度の1日平均乗車人員は288人である。
| 年度   | 1日平均 乗車人員 |
| ------ | ---------------- |
| 2000年 | 353              |
| 2001年 | 336              |
| 2002年 | 345              |
| 2003年 | 334              |
| 2004年 | 342              |
| 2005年 | 302              |
| 2006年 | 303              |
| 2007年 | 304              |
| 2008年 | 293              |
| 2009年 | 314              |
| 2010年 | 319              |
| 2011年 | 288              |

## 駅周辺
- おおまち情報プラザ - 駅の東側に隣接している。9600形蒸気機関車29611号が静態保存されている。
- パナソニック デバイス佐賀
- 大町町役場
- 佐賀銀行大町支店（大町町の指定金融機関）
- 大町郵便局
- 大町町立病院
- 大町幼稚園
- 白石警察署 大町幹部派出所
- 大町町立大町ひじり学園（義務教育学校）
- 土井家住宅
- 国道34号 - 駅前を佐世保線に並行して通っている。
- 祐徳バス「大町駅前」停留所 - 駅前国道34号線上。
  - 佐賀駅バスセンター - 医療センター好生館 - 徳万 - 山口駅前 - 大町駅前 - 武雄温泉駅前 - 下西山

## その他

### 最長片道切符の起点駅
大町駅は1988年4月1日から1989年4月30日まで、長崎本線の肥前白石駅と共に最長片道切符の起点駅となっていた。
それまでの最長片道切符のルートは松浦線の東山代駅を起点とし、宗谷本線・天北線の音威子府駅を終点とする片道ルートであった。このルートは音威子府駅 - 南稚内駅間で宗谷本線、天北線を経由した環状ルートを形成し、また片道切符の発売条件は同じ駅を2度通らないことであるため、逆方向は認められなかった。
ところが1988年3月31日に松浦線が松浦鉄道に転換されたことで、九州と本州の境界である門司駅を起点とした場合の九州内の最長ルートは、最後が肥前山口駅（現：江北駅） - 諫早駅間で佐世保線・大村線、長崎本線を経由する環状ルートとなり、肥前山口駅を終点とする経路となった。このルートを最長片道切符に組み込むためには、音威子府駅または肥前山口駅から1駅間をルートから外し、起点：筬島駅または上音威子府駅、終点：肥前山口駅、もしくは起点：大町駅または肥前白石駅、終点：音威子府駅とする必要があった。
ここで、肥前山口駅 - 大町駅、肥前白石駅間の距離は同じ5.1 kmで、音威子府駅からの1駅間はいずれも5.1 kmより長かったため、大町駅と肥前白石駅は双方とも起点駅として成立することになった。最長片道切符の起終点駅が複数存在するのは異例のケースであった。
1989年5月1日に天北線が廃止されたことに伴い、最長片道切符は起点：様似駅、終点：肥前山口駅の片道ルートとなったため、「二重起点」は消滅した。

### 同じ表記の駅
- JR西日本可部線にも大町駅が存在するため、乗車券等における当駅の表記は区別の為に（佐世）の文字が入り、（佐世）大町と表記される。

## 隣の駅
九州旅客鉄道（JR九州）
■佐世保線
江北駅 - 大町駅 - 北方駅